# Adoniram Judson
Ne pas confondre avec Adoniram Judson Gordon  (1836-1895), prédicateur baptiste prénommé en hommage à Adoniram Judson.
Adoniram Judson, Jr. (9 août 1788 – 12 avril 1850) est un missionnaire chrétien baptiste, qui a servi en Birmanie pendant près de quarante ans. À l’âge de 25 ans, Adoniram Judson devient le premier missionnaire chrétien évangélique envoyé depuis l’Amérique avec pour but de prêcher en Birmanie. Sa mission et son travail avec Luther Rice le mena vers la formation du Baptist Board for Foreign Missions des États-Unis.
Avec le temps, il a été faussement considéré comme le tout premier missionnaire de Birmanie, mais en réalité il fut précédé par James Chater et Richard Mardon (tous-deux arrivés en 1807) tout comme Felix Carey. Pour autant, puisque ses prédécesseurs ne restèrent que peu de temps, et que Judson traduisit la Bible en Birman, il a aussi établi un nombre d’églises baptistes en Birmanie, Judson est remémoré comme le premier missionnaire effectif de Birmanie, de même comme l’un des premiers missionnaires américains à voyager à l’étranger.

## Biographie

### Jeunesse

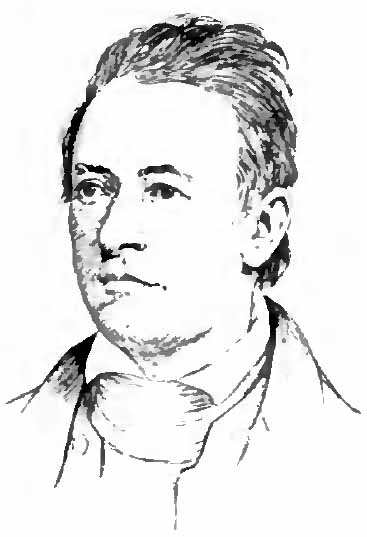

Judson est né le 9 août 1788 à Malden, Middlesex County, Massachusetts. Né de Adoniram Judson, Sr., ministre d’une congrégation, et Abigail (née Brown). Judson entre à l’Université de Rhode Island & Providence Plantations (maintenant Brown University) à l’âge de seize ans, et fut diplômé puis nommé major de sa promotion à l’âge de dix-neuve ans. Pendant ses études d’université il rencontra un jeune homme appelé Jacob Eames, un déiste dévoué et sceptique. Judson et Eames développèrent une solide amitié, qui mena Judson à abandonner sa foi et l’instruction religieuse de ses parents. Pendant ce temps, Judson s’attacha à des écrits de philosophes français. Après avoir été diplômé d’université, Judson ouvrit une école puis écrit un manuel de grammaire anglaise ainsi qu’un manuel de mathématique, tous-deux destinés à enseigner les filles.
Le point de vue déiste de Judson a été secoué lorsque son ami Eames tomba violemment malade puis mourut. Tous deux dormaient dans des chambres séparées dans une auberge, et Judson entendu les cris d’un mourant dans la chambre d’à côté, pour apprendre par le greffier le lendemain matin que son voisin anonyme été en réalité M. Eames, et qu’il était bien mort. Apprendre l’identité de son voisin mort fut un choc – et le fait que ce soit Eames l’ai éloigné de sa foi chrétienne vers le scepticisme, qui était dorénavant mort – cela ramena Judson à la foi de sa jeunesse malgré le fait qu’il fasse déjà partie de la Andover Theological Seminary. En 1808, Judson "prit un engagement solennel pour servir Dieu". Durant sa dernière année d’école, Judson choisit de faire une carrière missionnaire.
En 1810, Judson rejoint un groupe d’étudiants d’une mentalité missionnaire à Andover qui se faisaient appeler « les Frères ». Les étudiants d’Andover inspirèrent l’établissement de la première société missionnaire organisée d’Amérique. Empressé de servir à l’étranger, Judson est devenu convaincu que “l’Asie avec ses myriades idolâtres, était le terrain le plus important dans le monde pour l’effort missionnaire ». Avec trois autres étudiants du séminaire, il s’est présenté devant l’Assiociation Général des Congrégationalistes afin d’obtenir de leur part un soutien financier. En 1810, impressionnés par la politesse et la sincérité des quatre hommes, les anciens votèrent pour créer l’American Board of Commissioners for Foreign Missions (une agence de soutien pour les missions à l'étranger).

### Voyage à Londres
Le 11 janvier 1811, Judson arrive à Liverpool depuis Boston, par le biais d'un bateau appelé Packet. Il était parti en Angleterre afin de visiter la London Missionary Society car il n'y avait pas encore en Amérique d'agence connue pour envoyer des missionnaires. Mais le voyage fut perturbé par un corsaire français, L'invincible Napoléon, qui captura le bateau et fit des membres de l'équipage des prisonniers.
Le bateau arriva à Le Passage, en Espagne, et les prisonniers furent transférés à Bayonne, France. Après un court emprisonnement, Judson fut relâché. Le 16 avril, il arriva à Paris, traversa la Manche depuis Morlaix jusqu'à Dartmouth, et arriva enfin à Londres le 3 mai. Il y visita un séminaire missionnaire à Gosport, puis repartit à New York à bord du Augustus en août.

### Ministère

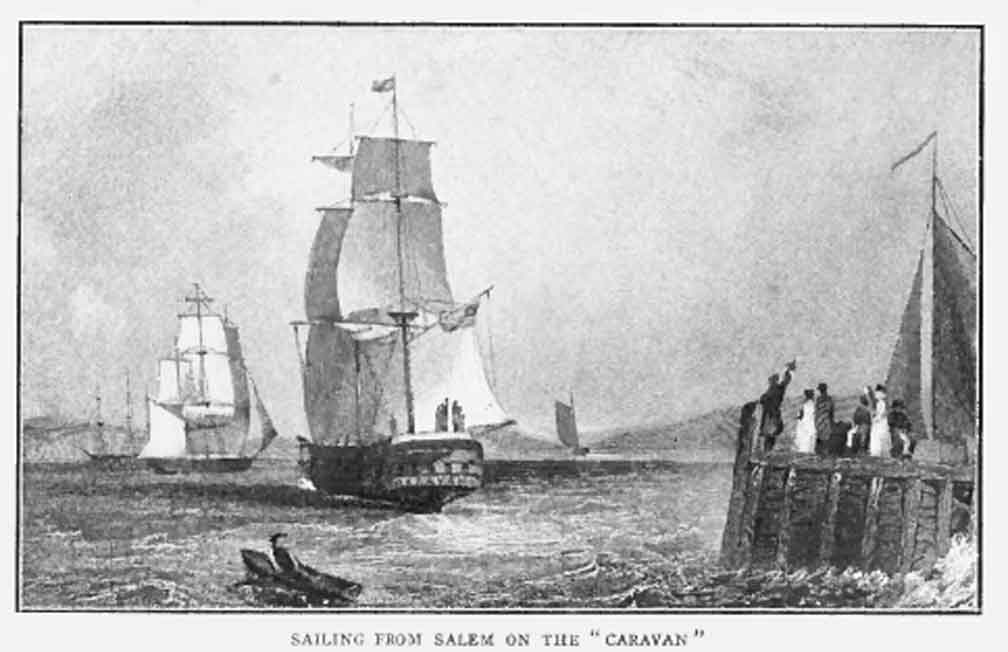
Navigation à voile de Salem à bord du "Caravan"

Le 19 septembre, Judson est choisi par l'American Board of Commissioners for Foreign Missions en tant que missionnaire dans l'Est. Judson fut aussi établi missionnaire par la Congregational Church, puis se maria rapidement avec Ann Hasseltine le 5 février 1812. Il fut aussi ordonné par le Tabernacle Church le jour suivant à Salem. Le 19 février, il prit les voiles à bord de la galère nommée Caravan avec Luther Rice; Samuel et Harriett Newell; ainsi que sa femme, Ann (appelée "Nancy") Judson.

### Voyage en Inde
Les Judsons arrivèrent à Calcutta le 17 juin 1812. À bord du bateau en route vers l'Inde Judson fit une étude détaillé sur la théologie du baptême. Il arriva à la conclusion que le baptême du croyant était théologiquement valide et qu'il devait se faire par obéissance au commandement de Jésus .
Le 6 septembre 1812, il devient baptiste avec sa femme, puis ils furent tous deux baptisés par immersion à Calcutta par un missionnaire anglais associé à William Carey du nom de  William Ward.
Que ce soit au niveau des autorités locales ou anglaises, aucune n'acceptait que des américains évangélisent des Hindus dans cette région, alors le groupe de missionnaires se séparèrent et cherchèrent d'autres champs de mission. Ils reçurent l'ordre de quitter l'Inde par la British East India Company, pour qui les missionnaires américains étaient encore moins les bienvenus que pour les Anglais (ils furent baptisés en septembre, puis en juin les États-Unis déclaraient la guerre à l'Angleterre). L'année suivante, le 13 juin 1813, il partit pour la Birmanie accompagné de sa femme mais elle fit une fausse-couche de leur première enfant à bord du bateau.
Judson offrit aux Baptistes d'Amérique de servir comme l'un de leur missionnaires. Luther Rice, qui avait aussi été converti, était en mauvaise santé et reparti aux États-Unis où son travail ainsi que l’insistance de William Carey résultèrent à la formation en 1814 de la première organisation missionnaire baptiste aux États-Unis, le Baptist Board for Foreign Missions.

### Missionnaires en Birmanie
Il y eut une autre année difficile avant qu'il atteignent enfin la destination voulue, la Birmanie. Birmanie Bouddhiste, considérée comme imperméable à l'évangélisme chrétien par les baptistes de Serampore. Judson,  qui connaissait déjà le Latin, le Grec et l’Hébreu commença immédiatement à étudier la grammaire birmane mais cela lui pris plus de  trois ans pour apprendre à le parler. C'était sans doute dû à la différence radicale de structure entre le birman et d'autres langues d'Occident. Il trouva un tuteur et passait douze heures par jour à étudier la langue. Lui et sa femme se travaillèrent très sérieusement afin de comprendre cette langue.
Pendant ce temps ils étaient presque isolés de tout contact avec l'Europe ou l'Amérique. C'est le cas pendant les trois premières années en Birmanie. Quatre ans passèrent avant même que Judson ne veuille prendre ne serait-ce qu'un simple service semi-public. Au début il essaya de s'adapter aux coutumes birmanes en revêtant une robe jaune pour se démarquer comme enseignant des religions, mais il changea vite pour le blanc pour ne pas confondre avec les bouddhistes. Ensuite, il laissa tomber toute tentative artificielle puis décida que malgré sa robe, aucun birman ne le considérerait autrement qu'un simple étranger. 
Il s'adapta à quelques coutumes birmanes et construisit un zayat, l'abri typique de réception fait de bambou et de chaume, dans la rue près de sa maison comme un lieu de salle de réception ou un lieu de rencontre pour les hommes birmans. Quinze hommes vinrent à sa première réunion en avril 1819. Il était encouragé mais suspectait qu'ils étaient venus plus par curiosité qu'autre chose. Leur attention se dissipa puis rapidement ils eu l'air inintéressés. Deux mois plus tard il baptisa son premier birman converti, Maung Naw, un travailleur de bois de 35 ans venant des tribus des montagnes.
La première tentative des Judsons d'atteindre les indigènes de Ragoon par l’Évangile de Jésus rencontra une quasi totale indifférence. Les traditions bouddhistes et la vision du monde birman à cette époque rendit difficile les plaidoiries de Adoniram et sa femme croyant en seulement un Dieu vivant et puissant. Pour ajouter à leur découragement, leur deuxième enfant, Roger William Judson mourut près de l'âge de 8 mois. 
Le mois de juin suivant, Judson compléta la traduction des Notes Grammaticales de la Langue Birmane mais aussi l'Évangile de Matthieu, en 1817. Judson commença à faire de l'évangélisation publique en 1818 s’asseyant dans un zayat sur le bord de la route s'écriant :"Ho! Celui qui a soif de connaissance!" Le tout premier croyant fut baptisé en 1819 et il y avait 18 croyants en 1822.
En 1820, Judson et un ami missionnaire appelé Colman firent une pétition à l'Empereur de Birmanie, Roi Bagyidaw, avec l'espoir qu'il offre la liberté aux missionnaires de prêcher et d'enseigner à travers le pays, mais aussi qu'il retire la sentence de mort qui était donnée aux Birmans qui changeaient de religion.
Bagyidaw  eut du mépris pour leur demande et jeta un de leurs évangiles au sol après avoir lu quelques lignes. Les missionnaires retournèrent à Rangoon où ils réunirent l’église naissante pour prendre considération de quoi faire en suivant. Le progrès de la chrétienté allait continuer à être ralenti avec le risque et le danger de mort dans l'Empire birman.
Cela a pris 12 ans à Judson pour convertir 18 Birmans. Néanmoins, il y avait de quoi l'encourager. Il commençât à traduire la Bible puis il écrivit une grammaire de la langue qui est toujours utilisée aujourd'hui, elle-même traduite en français par Pierre-Louis Vossion.
Sa femme , Ann était même plus douée dans le parler de la langue du peuple que son mari plutôt académique. Elle devint l'ami de la femme du vice-roi du Rangoon, mais aussi elle fut rapide dans l'approche des travailleurs illettrés et des femmes.
Une presse d'imprimerie fut envoyée depuis Serampore avec un missionnaire imprimeur, George H. Hough, qui arrivait des États-Unis avec sa femme en 1817, produisirent les premiers matériels en birman jamais imprimé en Birmanie qui incluaient 800 copies de la traduction de l’Évangile de Matthieu.  Le chroniqueur de l'église, Maung Shwe Wa, finit sa part de l'histoire "Voici comment fut née l'église de Rangoon-bûcherons et pêcheurs, pauvres et riches, hommes et femmes. Tous voyagèrent tous ce chemin vers Christ en trois ans; un autre prit deux ans. Mais lorsqu'ils se décidaient pour Christ ils devenaient siens pour tous les temps."

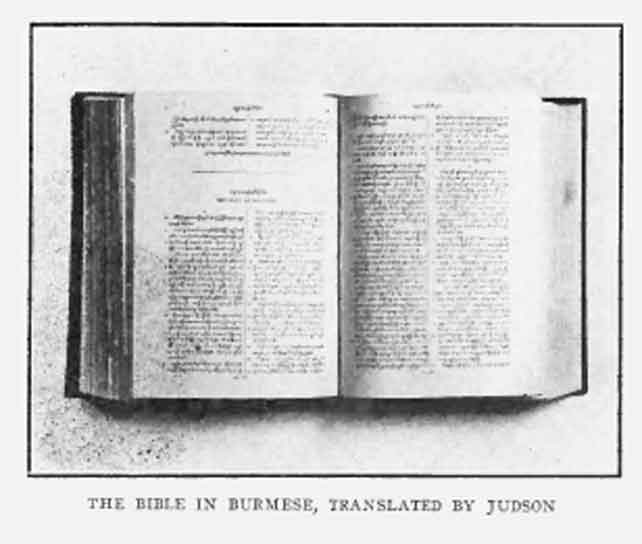
La Bible en Birman traduite par Judson

Un des premiers disciples s'appelait U Shwe Ngong, un professeur et dirigeant d'un groupe d’intellectuels déçus du bouddhisme, qui étaient attirés par la nouvelle foi. C'était un déiste sceptique dont l'esprit ressemblait à celui qu'avait Judson auparavant, et lorsqu’il fut face à un homme qui pensait de la même manière dans le passé il fut vivement sollicité. Après considération, il assura Judson qu'il était prêt à croire en Dieu, Jésus Christ, et son expiation.
Judson, au lieu de l’accueillir dans la foi, se pressa pour lui demander s'il croyait vraiment ce qu'il venait de lire dans l'évangile de Matthieu du fait que Jésus, le fils de Dieu était mort sur la croix. U Shwe Ngong secoua la tête et dit, "Ah, vous venez de m'avoir, je crois bien en sa mort mais je ne peux pas croire en sa mort humiliante à la croix." Peu de temps après, il revint à Judson et lui dit, "J'ai eu confiance en mes propres raisons, et non dans la parole de Dieu.... Je crois dorénavant en la crucifixion de Christ car c'est ce qui est écrit dans les écritures." 
La base des prédications de Judson se déterminait par une conviction de la vérité, la rationalité de la foi chrétienne, une croyance ferme dans l'autorité de la Bible, et une détermination de rendre pertinente la chrétienté dans l’esprit des birmans sans pour autant violer l'intégrité de la vérité chrétienne, ou plutôt exprimé, "prêcher l'évangile, sans être anti-bouddhiste."
Dès 1823, dix ans après son arrivée, la petite église comptait 18 membres, Judson finissait enfin son premier brouillon de la traduction du texte entier du Nouveau Testament en birman.

### La Guerre Anglo-Birmane (1824–1826)
Deux faims irréconciliables déclenchaient la Première Guerre anglo-birmane de 1824: Le désir de la Birmanie d'avoir plus de territoire, et le désir de la Grande-Bretagne de faire plus de commerce. La Birmanie menaçait Assam et Bengal; la Grande-Bretagne a répondu en attaquant et en absorbant les deux provinces birmanes dans ses exploitations d'Inde afin d'élargir ses routes commerciales vers l'Asie de l'Est. La guerre fut une interruption assez difficile du travail des missionnaires baptistes. Les américains étaient trop facilement confondus avec l'ennemi et étaient suspectés d'espionnage. 
Judson fut emprisonné pendant 17 mois pendant la guerre entre l'Angleterre et la Birmanie, premièrement à Ava puis par la suite à Aung Pinle. Judson et Price furent violemment arrêtés. Des officiers dirigés par un officiel firent irruption dans le domicile de Judson, jetèrent Judson au sol devant sa femme, puis le lièrent avec des lanières de torture, et le trainèrent vers l'infâme prison de la mort d'Ava.
Douze mois d'agonie plus tard, Judson et Price, au côté d'un petit groupe de prisonniers survivants venant d'Occident, marchèrent nus-pieds et malade, et pendant six autres mois de misère dans un village primitif près de Mandalay. De tous les cipayes prisonniers de guerre anglais qui étaient avec eux, tous sauf un moururent.
Les souffrances et brutalités de ces 20 longs mois et jours en prison, faméliques et enchaînés, et parfois ligotés et suspendus par les pieds mutilés avec seulement la tête et les épaules touchant le sol, comme décrit en détail par sa femme peu de temps après sa libération.
Ann était sans doute le plus grand des modèles de courage. Sans se soucier de toutes les menaces contre elle-même, restée seule comme la seule femme de l'Ouest dans une monarchie absolue et anti-chrétienne à la guerre contre l'Occident, en proie à la fièvre qui faisait rage et l'allaitement d'un bébé minuscule que son mari n'avait pas encore vu , elle se précipitait de bureau en bureau avec des tentatives désespérées pour garder son mari en vie et gagner sa liberté.
La fin de la guerre aurait dû être un temps de réjouissance pour la mission. Dès que son mari fut relâché par les Birmans, Ann écrivit qu'une des bonnes conséquences de la guerre était que les termes du traité signé qui cédait des provinces birmanes aux Anglais donnait une opportunité d'étendre le témoignage de la mission à des endroits non-atteints du pays.
Le 24 octobre 1826, Ann mourut à Amherst (maintenant Kyaikkami), Birmanie, victime des longs et terribles mois de maladie, de mort, d'angoisse et de solitude toutes ces choses qui furent les siennes pendant 21 mois. Leur troisième enfant mourut six mois plus tard. Elle mourut pendant que son mari explorait une province qui venait d'être cédée nommée Tenasserim. C'était dans les montagnes sauvages, province de Tenasserim nouvellement anglaise que les premiers signes de croissance du protestantisme en Birmanie commencèrent. Peu de temps après que la fin de la guerre soit déclarée, le nombre de membres baptistes doubla tous les huit ans pour les 32 années entre 1834 et 1866.
L’effondrement des armées birmanes mena Judson à être libéré de prison mais ce ne fut pas une totale liberté. En 1826, plusieurs mois après la libération, la Birmanie invita fortement Judson à servir de traducteur pour les négociations de paix. Certains ont utilisé le fait que Judson eut accepté de jouer un rôle dans les traités pour l'accuser de complicité avec l'impérialisme, mais il est important de noter qu'il agit auprès des birmans vaincus comme traducteur, non pas pour les vainqueurs de l'Ouest.
Trois facteurs importants avaient leur part, sans pour autant la plus importante, dans la croissance des Églises Baptistes Birmanes. La croissance la plus importante se faisait dans le territoire dominé par les Anglais plutôt que dans celui dominé par le royaume birman. Il est aussi important de noter qu'après la guerre Anglo-birmane, les missionnaires étaient américains et non pas anglais. Le facteur le plus mentionné était la religion. Il est aussi important de noter qu'après la guerre Anglo-birmane, les missionnaires étaient américains et non pas anglais. Le facteur le plus mentionné était la religion. La plus grande croissance vint des tribus animistes, plutôt que la majeure partie de la population, les birmans bouddhistes. Le premier pasteur birman nommé fut Ko-Thah-a, un du groupe original qui fut un des piliers de l'église à Rangoon.

### Apôtre Karen

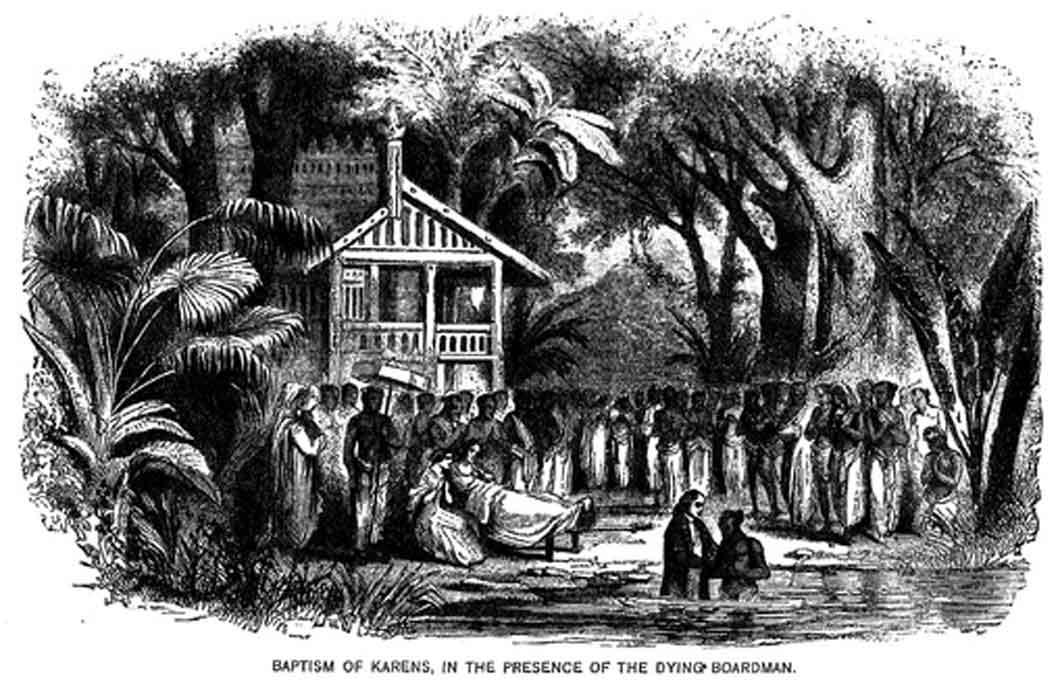
Baptême de certains Karen avec la présence du mourant George Boardman

Pendant que la nation était birmane, une province perdue de Grande-Bretagne, et que les missionnaires étaient américains, le premier "apôtre" de cette percée évangélique importante n'était ni birman, ni anglais, ni américain. Il était Karen, ko Tha Byu. Le crédit est dû aussi aux trois missionnaires pionniers envers le peuple Karen, George Boardman et sa femme, Sarah; et Adoniram Judson.
Le peuple Karen était primitif, une minorité d'anciens Tibéto-birmans dispersés dans les forêts et jungles de la Salween River  et dans les montagnes aux abords de la côte sud-est. Judson était le premier missionnaire à établir le contact avec eux en 1827,  lorsqu'il racheta la dette et fit libérer l'un de ses premiers convertis. L'esclave affranchi, Ko Tha Byu, était un illettré, un homme qui parlait peu birman, qui était pas seulement connu pour être un voleur mais aussi pour avoir tué plus de 30 hommes, mais ne pouvait pas se rappeler combien de plus.
En 1828, il déménagea la mission à Mawlamyine .
En 1828, l'ancien bandit Karen, "dont la rugueuse, indisciplinée géniale énergie et zèle pour Christ" avait attiré l'attention des missionnaires, fut envoyé dans le sud avec un nouveau couple missionnaire, les Boardmans, dans le territoire des animistes sérieux, non-bouddhistes Karen. Ko Tha Byu fut rapidement baptisé, quand il fut envoyé auprès de tribus de son appartenance afin d'y prêcher. Étonnement, il les trouva préparés pour son enseignement. Leurs anciennes traditions, gardées depuis des siècles, contenaient des échos de l'Ancien Testament dont certains chercheurs conjecturent un lien avec les communautés juives (ou même les Nestorians), avant leurs migrations depuis l'ouest de la Chine vers la Birmanie sans doute aux alentours du XIIe siècle.
Le noyau de ce qu'ils appelaient la "Tradition des Anciens" était la croyance en un Dieu inchangeable, éternel, tout-puissant, créateur de la terre et des cieux, de l'homme, et de la femme formée à partir de la côte de l'homme. Ils croyaient à la tentation humaine causée par le diable, et à sa chute, et qu'un jour un messie viendrait pour les sauver. Ils vivaient dans l'attente qu'une de leurs prophéties s'accomplisse, que des étrangers blancs leur apportent un parchemin sacré.
Pendant que les Boardmans et Ko Tha Byu entraient dans les jungles du sud, Judson fut secoué par une année paralysante de dépression qui le rattrapa après la mort de sa femme. Il partait seul faire de longues virées en canoë sur la Salween River dans les jungles infestées de tigres pour évangéliser le peuple Karen du Nord. Entre ces voyages, il travaillait sans arrêt sur un de ses objectifs de vie, la traduction de la Bible entièrement en birman. Lorsqu'il finit enfin en 1834, il y avait passé 24 ans de dur labeur puis en 1835 il imprima puis publia son travail.
En avril de la même année, il se maria à Sarah Hall Boardman, veuve d'un missionnaire George Boardman. Il avait huit enfants, cinq qui survécurent jusqu'à l'âge adulte. La santé de Sarah commença à se détériorer et il lui fut recommandé de rentrer aux États-Unis. C'est sur la route du retour qu'elle mourut à St. Helena le premier septembre 1845. Il continua chez lui, où il était considéré comme une célébrité et fit le tour de la côte de l'Est afin de rehausser le soutien de l'activité missionnaire. Parce qu'il ne pouvait pas parler davantage qu'en chuchotant, à cause d'une maladie pulmonaire, ses discours publics étaient faits en parlant à un assistant qui s'adressait à sa place à son audience.
Le 2 juin 1846, Judson se maria pour la troisième fois, à l'écrivaine Emily Chubbuck, qui avait été employée à rédiger les mémoires pour Sarah Hall Boardman. Ils eurent une fille en 1847.
Judson travailla pour approuver et accueillir les premières femmes célibataires missionnaires en Birmanie. Une règle de la mission avait empêché de telles nominations auparavant. Judson dit "c'était probablement une bonne règle, mais pour autant nos esprits ne devraient pas être fermés" à faire quelques exceptions. Les deux premières exceptions furent incroyables.
Sarah Cummings et Jason Tuma arrivèrent en 1832. Cummings prouva son courage, choisir de travailler seule avec les évangélistes Karen dans la vallée de Moulmein, près de la rivière Salween où la montée de la malaria se trouvait, mais malheureusement en deux ans elle mourut de fièvre.
En 1835, une deuxième femme célibataire, Eleanor Macomber, après cinq ans de mission envers les indiens Ojibway dans le Michigan, rejoignit la mission en Birmanie. Seule, avec l'aide d'assistants évangélistes Karen, elle implanta une église dans un village Karen éloigné, elle en prit soin au point que l'église pouvait se maintenir sous les regards d'une simple mission. Elle vécut cinq ans puis mourut d'une fièvre de la jungle.
Judson développa une sérieuse maladie pulmonaire et les médecins prescrivirent un voyage en mer comme cure. Le 12 avril 1850, il mourut à l'âge de 61 ans à bord d'un bateau dans la Baie du Bengale après avoir passé 37 ans dans le service missionnaire et comptant seulement un seul voyage en Amérique.  Un mémorial fut construit sur la Burial Hill à Plymouth, dans le Massachusetts.

## Héritage

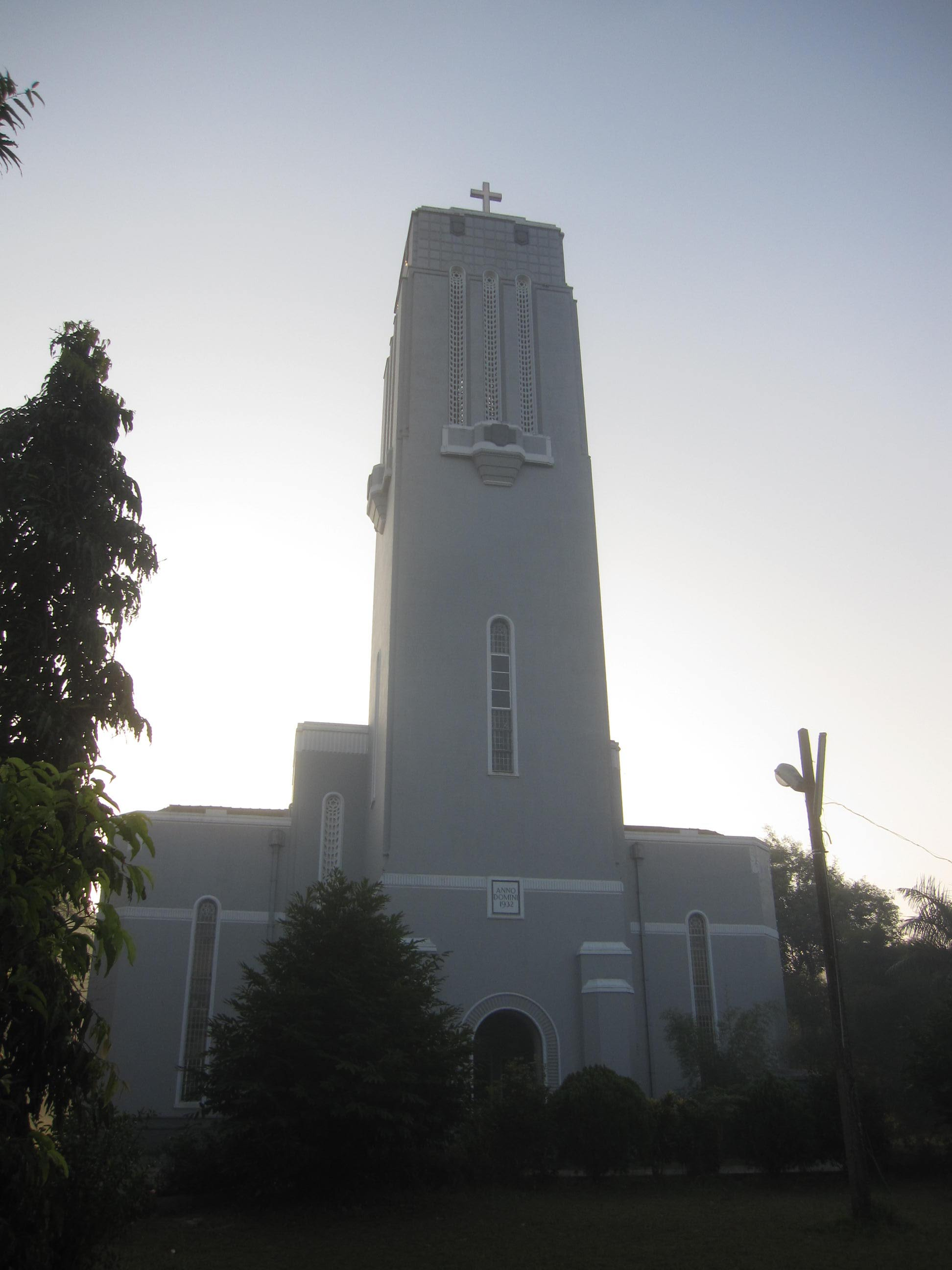
Église de Judson, Université de Yangon

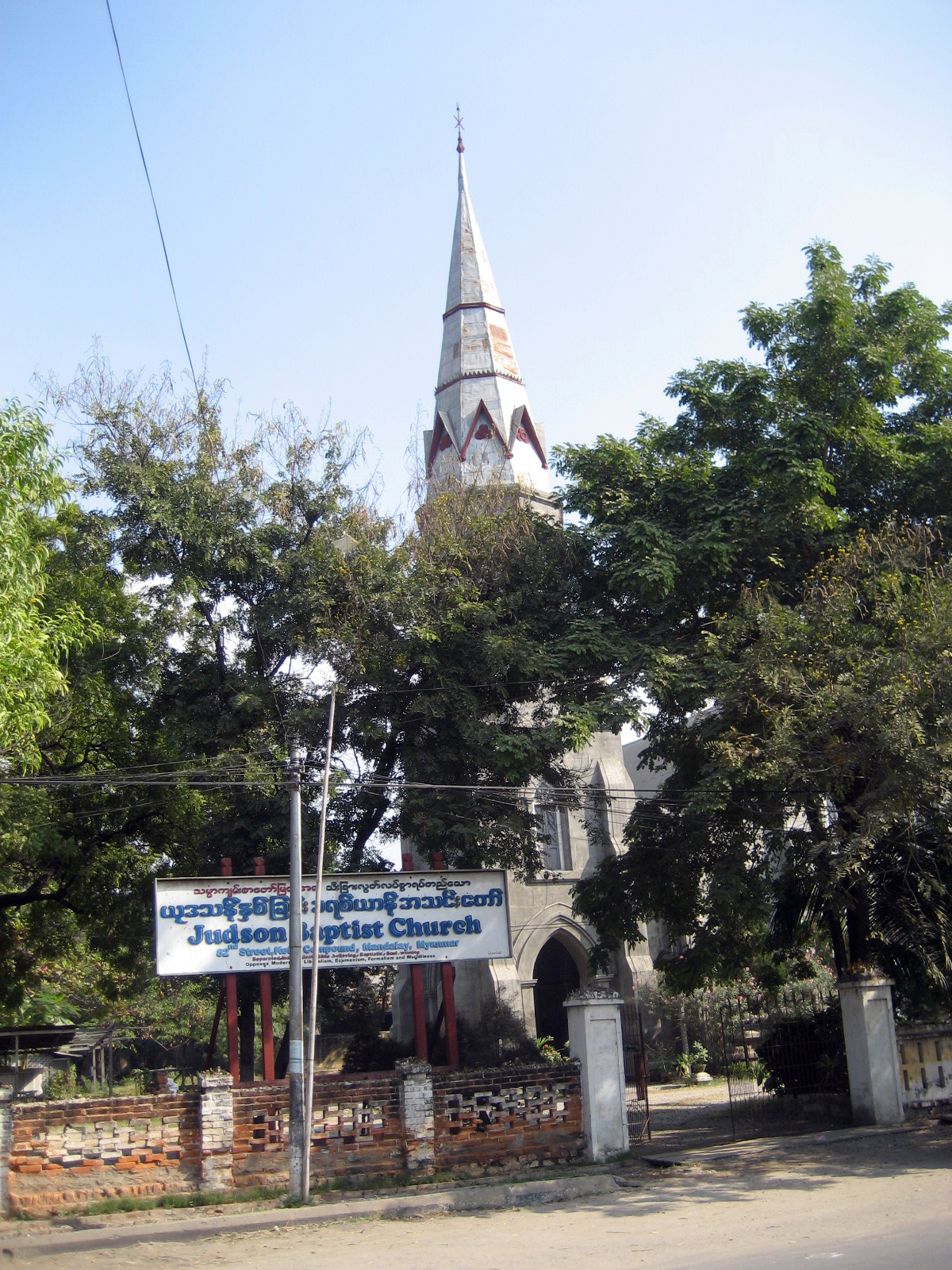
Judson Memorial Baptist Church, à Mandalay, Myanmar.

Quand Judson commença sa mission en Birmanie, il se mit comme objectif de traduire la Bible ainsi que de fonder une église de plus de 100 membres avant sa mort. Quand il mourut, il avait traduit la Bible, 100 églises, et plus de 8000 croyants. En grande partie du fait de son influence, Myanmar eut le troisième plus grand nombre de baptistes dans le monde entier, après les États-Unis et l'Inde. La plupart des adhérents sont alors Karen et Kachin.
Chaque juillet, les églises du Myanmar célèbrent « Le Jour de Judson », commémorant son arrivée comme missionnaire. Dans le campus de Yangon University se trouve l'église Judson, nommé après lui, et en 1920 l'Université Judson fusionnée avec l'Université de Rangoon, et qui depuis a été renommée Université de Yangon.
Judson mit en place le tout premier dictionnaire Birman-anglais. La moitié de l'Anglais-birman fut interrompue par sa mort mais complétée par le missionnaire E. A. Steven. Chaque dictionnaire et grammaire écrits en Birmanie des deux derniers siècles ont été basés depuis ceux qui furent créés par Judson. Judson « devint un symbole de prééminence de traduction de la Bible » pour la mission protestante.
Dans les années 1950, le ministre bouddhiste birman U Nu dit au Conseil Birman Chrétien « Oh, non une nouvelle traduction n'est pas nécessaire. Ce que Judson capture au niveau du langage birman et au niveau idiomatique est très clair et parfaitement compréhensible. » Sa traduction reste la version la plus populaire en Myanmar.
Son changement de point de vue vis-à-vis de la validité du baptême du croyant, et son besoin  subséquent de soutien, a conduit à la fondation de la première organisation baptiste nationale aux États-Unis et par la suite à toutes les associations baptistes américaines, comprenant les baptistes du Sud, qui ont été les premiers à se détacher de l’association nationale. L'impression des lettres de sa femme Ann à propos de leur mission inspira de nombreux chrétiens à participer au soutien envers les missionnaires. Il y a plus de 36 églises baptistes dans les États-Unis nommées en son honneur, une université (Université Judson en Illinois) et la ville de Judsonia (Arkansas). L'Université Judson en Alabama est nommée après sa femme et un des dortoirs de l'Université Baptiste Maranatha a pris son nom afin d'inspirer des jeunes dans le ministère.
À son alma mater, l'Université de Brown, il y a une maison nommée après lui appartenant à l'Union Chrétienne.
Judson est honoré par une fête le 12 avril dans le calendrier liturgique de l'Église Episcopale (États-Unis).

## Travaux publiés
- La Bible en birman, ainsi que des parties de celle-ci publiées avant la fin de la traducton de la totalité du texte.
- A Burmese-English dictionary' (partie English-Burmese complétée de façon posthume, voir ci-dessous).
- A Burmese Grammar
- Deux hymnes : Our Father, God, Who art in Heaven, et Come Holy Spirit, Dove Divine.